# Richard Heron
Richard Heron (1726 - 18 janvier 1805) est un homme politique du royaume d'Irlande. 

## Biographie
Il est le plus jeune fils de Robert Heron de Newark-on-Trent, dans le Nottinghamshire. Il est admis au Lincoln's Inn en 1748, est nommé commissaire à la faillite en 1751 et député au Trésor en 1754 . 
Il siège à la Chambre des communes irlandaise en tant que député de Lisburn de 1777 à 1783 et est Secrétaire en chef pour l'Irlande de 1776 à 1780. Il est admis au Conseil privé d'Irlande le 25 janvier 1777 . 
Il est fait baronnet en 1778, à Newark on Trent. 
Il meurt en 1805 chez lui à Londres. Il épouse Jane, veuve de Stephen Thompson, fille d'Abraham Hall. Ils n'ont pas d'enfants et c'est ainsi que son titre de baronnet et ses domaines du Lincolnshire passent à son neveu Sir Robert Heron (2e baronnet). 